# Katedra greckoprawosławna św. Andrzeja w Londynie
Katedra greckoprawosławna świętego Andrzeja (ang. The Greek Orthodox Cathedral of Saint Andrew) – katedra arcybiskupstwa Tiatyry i Wielkiej Brytanii Patriarchatu Konstantynopolitańskiego. Znajduje się w londyńskiej gminie London Borough of Camden, w dzielnicy Kentish Town, przy ulicy Kentish Town Road.
Świątynia została wzniesiona w latach 1884–1885 według projektu Ewana Christiana, w stylu trójnawowej bazyliki bez kopuły.  Pierwotnie służyła jako kościół anglikański pod wezwaniem św. Barnaby.  Od 1957 funkcjonuje jako cerkiew greckoprawosławna.
Po przekazaniu wiernym greckiego prawosławia budowla przeszła modernizację na prawosławny obiekt sakralny. Ściany wewnętrzne i sufity zostały urządzone przez mistrza ikonografa z Aten ze scenami biblijnymi, przedstawieniami proroków, świętych i męczenników w tradycyjnym stylu bizantyjskim.
Prace rozpoczęto pod nadzorem ówczesnego archimandryty Chrysostomosa (Mawrojannopulosa), który pełnił funkcję archimandryty od kwietnia 1961 do 1970, a który urodził się na greckiej wyspie Naksos. W 1970 Patriarchat Konstantynopolitański mianował archimandrytę na urząd biskupa Kianei.